# Nokia 5320
Nokia 5320 XpressMusic rulează pe Symbian OS v9.3 pe platforma S60. Este dotat cu GSM 4-benzi, 3G, HSDPA și Bluetooth. Este compatibil cu jocurile N-Gage, radio FM cu RDS, Visual Radio. Suita Quickoffice permite vizualizarea documentelor Word, Excel, PowerPoint, Adobe Flash, HTML și JavaScript. Are o cameră de 2 megapixeli cu bliț LED, se pot trimite/primi mesaje SMS, MMS și E-mail.

## Design
Peste ecran se află camera pentru apeluri video.
Avem taste pentru controlul muzicii, slot microSD, rocker de volum și tastele de comenzi rapide. 
În partea de jos se află microfonul ,conectorul pentru incărcare, mufa pentru căști de 3.5 mm  și cablu de date (microUSB). Partea de sus are butonul de pornire.

## Conectivitate
Acesta este un smartphone 3G cu o camera față cu care se pot efectua apeluri video. Este compatibil GSM cu patru benzi și EDGE. Are un slot microSDHC, Bluetooth 2.0 cu A2DP și EDR, micro-USB 2.0 și o mufă audio de 3.5 mm.

## Multimedia
Camera este de 2 megapixeli cu bliț și puteți înregistra clipuri video QVGA la 10 fps (cadre de pe secundă) cu sunet.
Telefonul oferă radio FM cu RDS și permite stocarea până la 50 de stații.
Are o mufă de 3.5 mm audio care permite conectarea căștii proprii.
Music player-ul are un egalizator și setările audio (echilibru, putere, extindere stereo), care au o influență serioasă asupra sunetului. 

## N-Gage
Nokia 5320 XpressMusic este compatibil cu jocuri N-Gage cu D-Pad-ul cu 8 taste. Se poate juca și jocuri multiplayer.

## Caracteristici
- Ecran de 2.0 inchi TFT cu rezoluția de 240 x 320 pixeli și suportă până la 16 milioane de culori
- GSM cu 4 benzi, 3G, HSDPA, EDGE, GPRS
- Symbian OS 9.3, S60 rel. 3.2
- Procesor ARM11 tactat la 369 MHz
- Mufă audio de 3.5 mm
- Slot pentru card microSDHC până la 16 GB, card microSD inclus de 1 GB
- Camera de 2.0 megapixeli cu bliț LED
- mini-USB 2.0 și Bluetooth 2.0 cu A2DP
- Radio FM cu RDS, Visual Radio
- OuickOffice, Adobe Reader LE